# La Vy des Gros
La Vy des Gros est un sommet du massif du Jura faisant partie du district franc fédéral du Noirmont et du parc naturel régional Jura vaudois, à la limite entre Bassins et Arzier-Le Muids, dans le canton de Vaud en Suisse. Il culmine à 1 320 mètres d'altitude.

## Géographie

### Situation
La Vy des Gros est située au nord-ouest de Bassins, sur une ligne de crêtes du massif du Jura axée sud-ouest nord-est, attenant au Plateau suisse. Les eaux de ses versants se déversent dans l'arc lémanique.

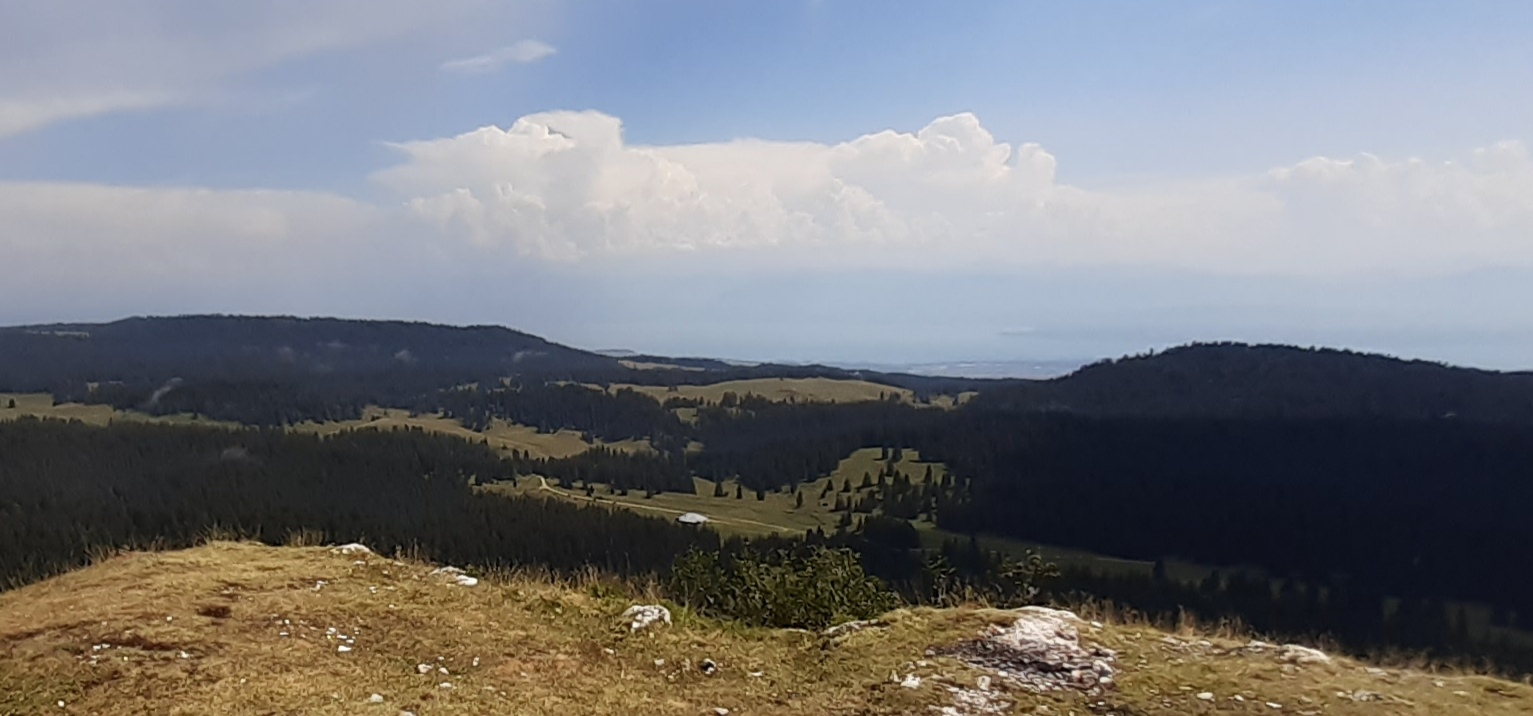
Vue du crêt de Grison à droite et de la Vy des Gros à gauche, depuis le mont Sâla.

### Topographie
Sur son flanc ouest, la montagne de La Vy des Gros est surplombée par le bois de la Grande Enne de plus de 10 mètres, puis par le mont Pelé de plus de 200 mètres. Au nord, elle est surplombée d'environ 10 mètres par la forêt des Pralets et de plus de 200 mètres par le mont Sâla. Sur son versant nord-est, elle surplombe la combe de la Valouse de plus de 50 mètres et est surplombée par le crêt de Grison d'environ 5 mètres. Au sud, elle surplombe la Grande Enne de plus de 50 mètres.

### Géologie
La Vy des Gros est principalement constituée de calcaires purbeckien du Malm, du Crétacé et du Quaternaire, ainsi que de quelques niveaux marneux et brécheux. Les combes centrales de la Valouse et de la Petite Enne sont constituées de dépôts morainiques surmontant du calcaire du Portlandien. Les crêts et les flancs supérieurs sont constitués de marno-calcaire du Valanginien.
La Vy des Gros est située au sud-ouest de la combe axiale du principal anticlinal de la structure plissée du mont Tendre.

## Activités

### Protection de la nature
La Vy des Gros fait partie du parc naturel régional Jura vaudois et du district franc fédéral du Noirmont (no 30). Cette zone est protégée pour ses pâturages très boisés, afin de préserver le saxifrage bouc, et l'habitat des animaux, afin de maintenir les populations de Grand Tétras et de vipères péliade.

### Tourisme
La Vy des Gros est entourée par trois chalets d'alpage : au nord, la buvette et les dortoirs des Pralets, au sud-est le chalet du Mondion et au sud la Grande Enne,.